# 田村善藏
田村 善藏（たむら ぜんぞう、1922年（大正11年）4月6日 - 2008年（平成20年）6月8日）は、日本の薬学者、分析化学者。薬学博士、東京大学名誉教授。薬理学者の田村憲造は父、農芸化学者の田村学造は弟である。

## 略歴
1922年（大正11年）4月6日、東京帝国大学医科大学助教授（当時）の田村憲造の長男として生まれる。東京高等師範学校附属中学校から、旧制第一高等学校へ進み、東京帝国大学医科大学薬学科へ入学する。薬学科へ進んだのは、父・憲造の共同研究者であった石館守三が新設された薬品分析化学講座の教授をしており、憲造からの勧めがあったからだという。1945年（昭和20年）4月、決戦教育措置要綱により授業停止となり、賀茂海軍衛生学校へ学徒勤労動員となった。しかし本土近海の制海権すら喪失した状況で衛生兵としての任務に赴くこともなく終戦を迎えた。石館の勧めに従い大学院に残り、薬品や環境物質だけでなく生体成分の分析にも取り組む。石館の後任として教授となった後、スモンの病因解明に関与することとなる。慣例的に薬学部の教授が併任していた東大附属病院の薬剤部長となり、薬剤部長が医学部の教授職になったことで医学部教授が本務となる。以降は病院における薬剤師の職務に関する仕事が主になる。
- 1945年（昭和20年）9月 - 東京帝国大学医科大学薬学科を卒業、同大学院に特別研究生として在籍
- 1950年（昭和25年）6月 - 東京大学医学部薬学科助手
- 1955年（昭和30年）7月 - 薬学博士
- 1957年（昭和32年）6月 - 同助教授（1958年より薬学部薬学科となる）
- 1961年（昭和36年）4月 - 東京大学薬学部教授（薬品分析化学講座）
- 1964年（昭和39年）3月 - アメリカ国立衛生研究所臨床センターへ留学（1年間）
- 1974年（昭和49年）5月 - 東京大学医学部附属病院薬剤部長を併任
- 1977年（昭和52年）6月 - 東京大学医学部教授（附属病院薬剤部長）に配置換えとなり薬学部教授を併任
- 1983年（昭和58年）
  - 4月 - 停年退官
  - 5月 - 東京大学名誉教授
  - 7月 - 慶應義塾大学病院薬局長（1986年より薬剤部長に改称）
  - 8月 - 慶應義塾大学医学部教授を兼任
- 1988年（昭和63年）3月 - 慶應大学を定年退職。昭和大学薬学部客員教授
- 1998年（平成10年）3月 - 昭和大学を退職し名誉研究員となる

## 受賞・顕彰
- 1972年9月 - 日本分析化学会学会賞
- 1979年8月 - 日本薬学会学術賞「病態解析のための化学分析に関する研究」[1]
- 1983年6月 - 日本病院薬剤師会病院薬学賞[2]
- 1991年10月 - 日本薬剤師会賞
- 1998年5月 - 勲三等旭日中綬章